# ピコ・デ・ラス・ニエベス
ピコ・デ・ラス・ニエベス（スペイン語: Pico de las Nieves）は、スペイン・カナリア諸島州にある山。標高は1,949m。
カナリア諸島グラン・カナリア島の最高峰であり、ラス・パルマス県の最高峰である。プロミネンスが1500m以上のウルトラ・プロミネント峰である。成層火山である。

## 名称
スペイン語の「pico」は「峰」、「nieve」は「雪」を意味し、「Pico de las Nieves」は「雪の峰」を意味する。雪を保存するための貯蔵庫がこの山の斜面にいくつか設置されていたことに由来するとされ、降雪の頻度が高いことが理由であるとする説もある。カトリック教会の命により、1694年に初めて雪の貯蔵庫が設置された。木製シャベルやつる製かごを持った労働者によって雪が運ばれ、木製またはコルク製の長方形の箱に詰め込まれた。

## 地理

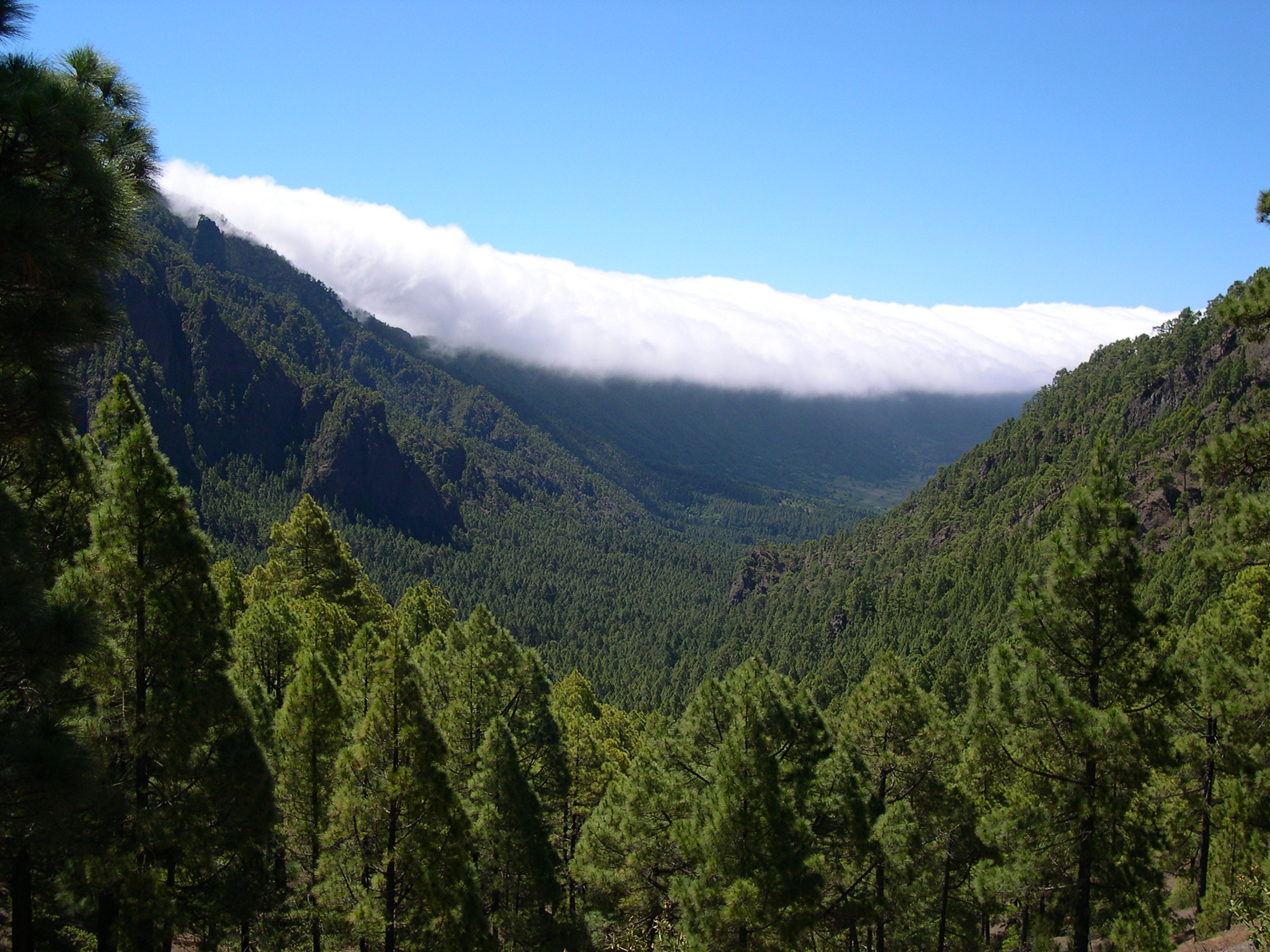
カナリアマツの森林

カナリア諸島各島の最高峰としては、テネリフェ島のテイデ山（3718m）、ラ・パルマ島のロケ・デ・ロス・ムチャーチョス（2423m）などがあり、ピコ・デ・ラス・ニエベスはカナリア諸島で3番目に標高の高い山である。火山活動を繰り返してきたテネリフェ島とは対照的に、グラン・カナリア島の火山はもはや活発ではなく、最近の火山活動は2000年前から3000年前に遡る。
頂上付近に広がるなだらかな高原の大半は、巨大な球状のレーダーを有する軍事基地が占めている。民間人は軍事基地より低い部分まで立ち入ることが許されている。軍事基地があることから、自動車で頂上に達することができる。頂上はテヘーダ、ベガ・デ・サン・マテオ、サン・バルトロメ・デ・ティラハナの3自治体の境界となっている。1950年代にはピコ・デ・ラス・ニエベスの斜面にカナリアマツが再導入された。
好天日にはグラン・カナリア島の半分の範囲からテネリフェ島のテイデ山を眺めることができる。グラン・カナリア島でもっとも特徴的な山は、ピコ・デ・ラス・ニエベスではなく標高1813mのヌブロ岩である。

## 特徴
ピコ・デ・ラス・ニエベスには氷塊も多く見られる。夏季の6月には馬の背に藁製の荷かごに氷塊を乗せて、5時間から6時間かけてラス・パルマス大聖堂に設置されたアイスクリーム売場に運んだ。病気の緩和のため、黄熱病やコレラ流行時に体温を下げるためにも雪が使用され、抗炎症薬や鎮痛薬としても雪が使用された。また、上流階級にとっての飲料用としても使用された。池に蓄えられた雪解け水は灌漑に使用された。

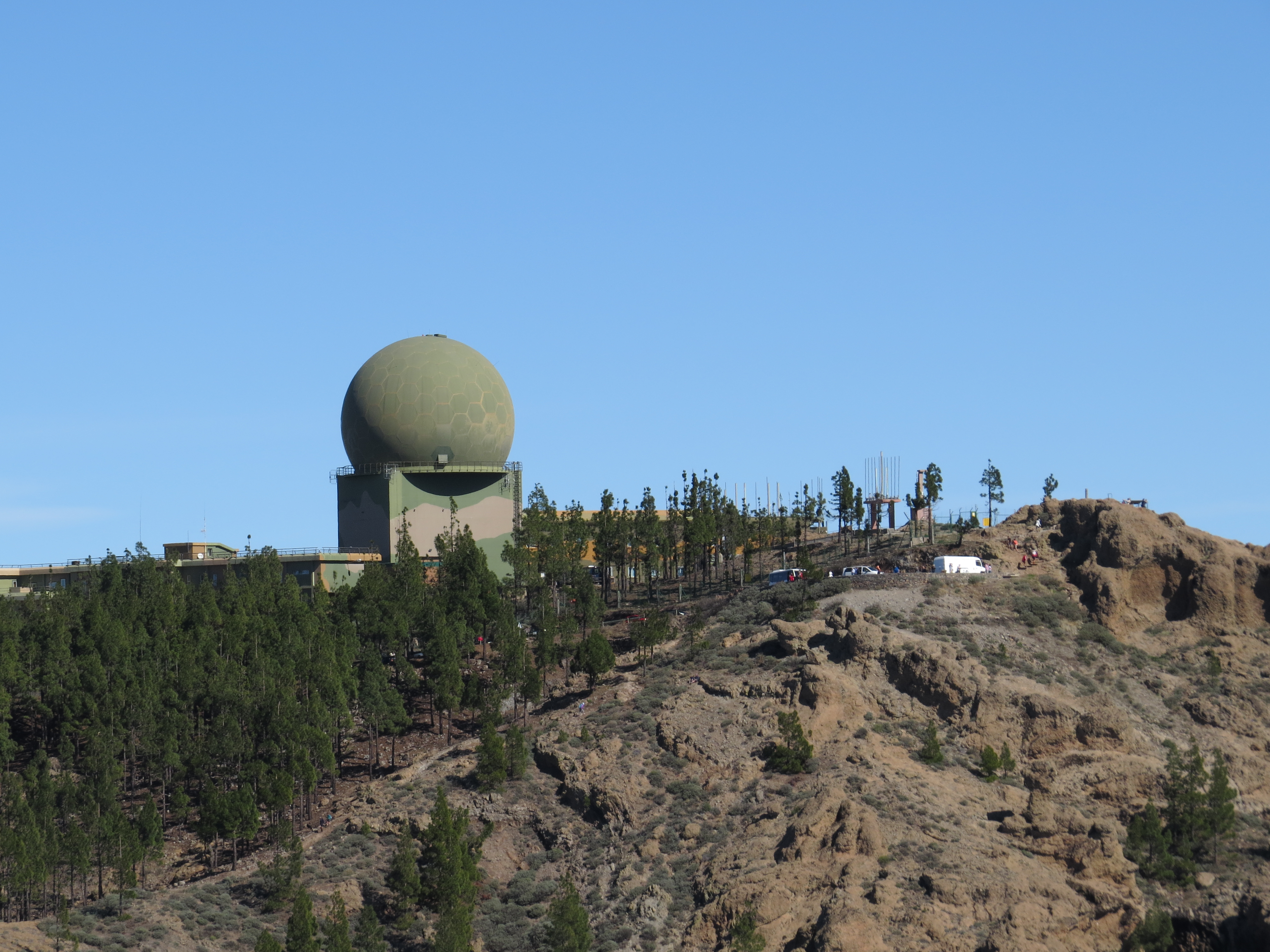
頂上付近にある軍事基地
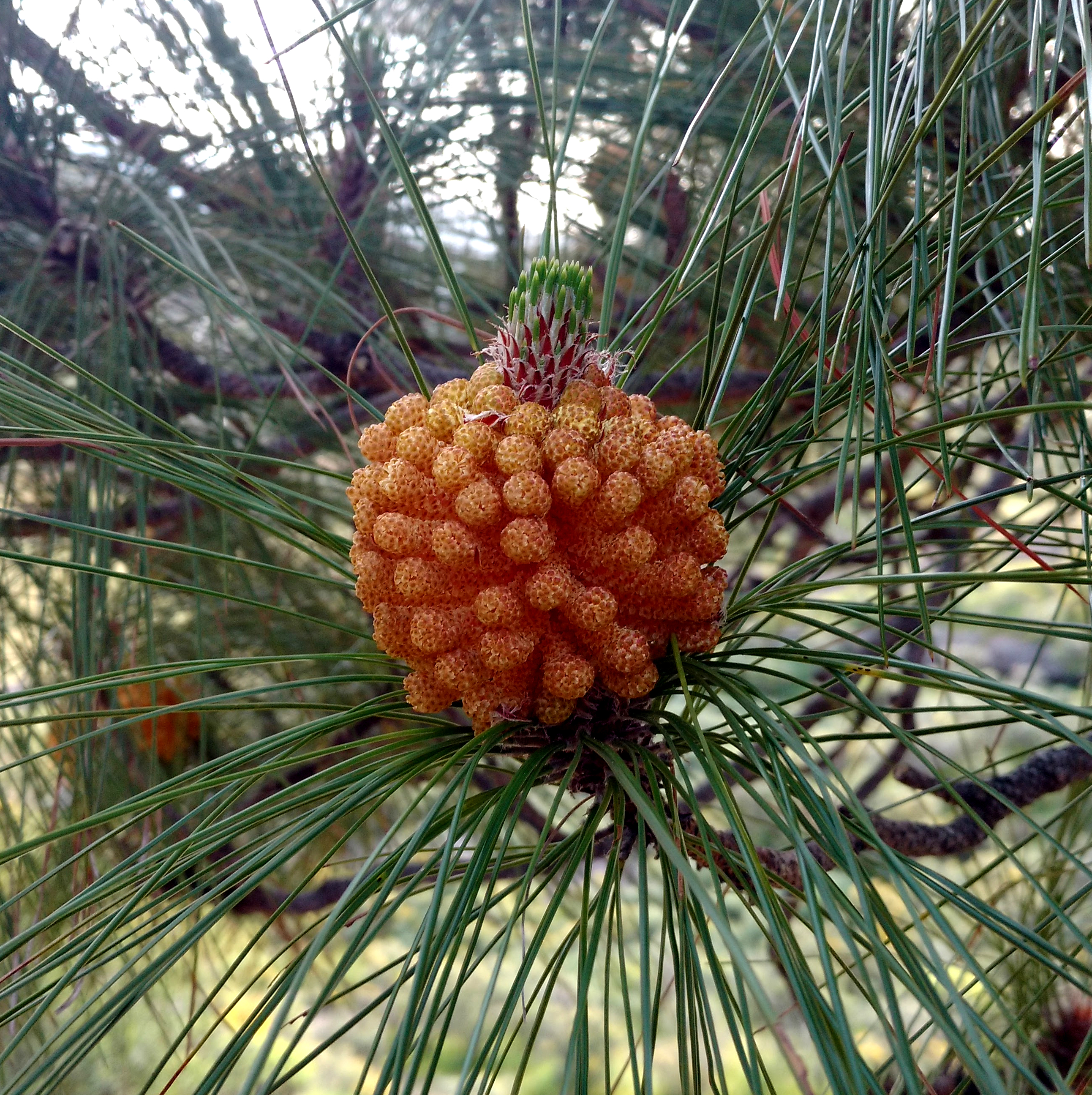
カナリアマツの雄錘
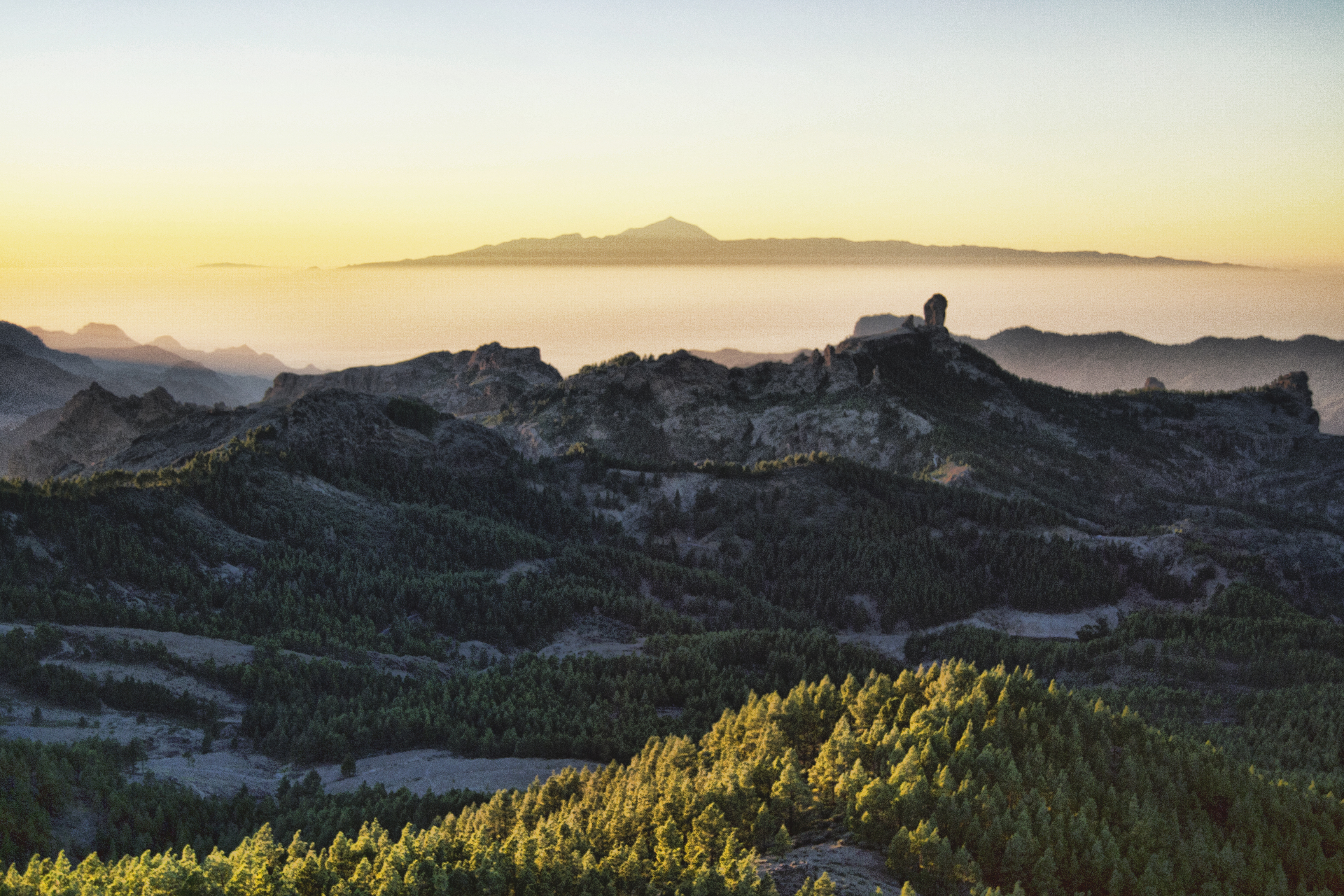
ヌブロ岩（英語版）